# Nicola Longo

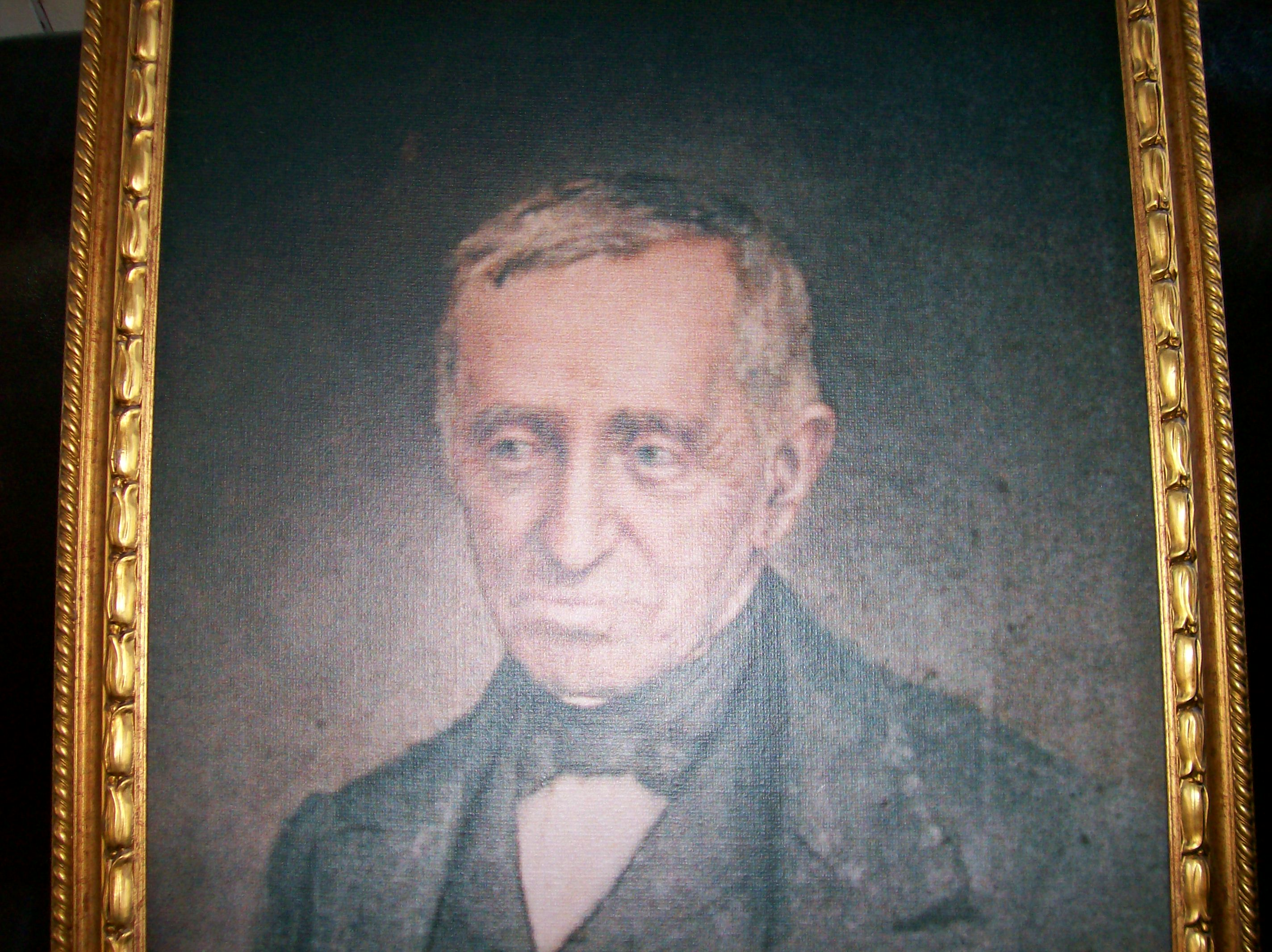
Nicola Longo insignito a Cavaliere dell'Ordine della Corona d'Italia

Nicola Longo (Modugno, 23 aprile 1789 – Modugno, 12 giugno 1877) è stato un medico e patriota italiano.

## Biografia

### Medico di fama
Discendente di un'antica e nobile famiglia di origine napoletana e figlio del Magnifico Angelantonio Longo fu D.Andrea, regio tavolario ed Emanuella Risotti fu notar Nicola, segue gli studi letterari a Roma, poi segue gli studi in medicina a Napoli e si laurea con il Prof. Domenico Cotugno.Suo collega di corso fu il famoso mineralogista Nicola Covelli  con cui rimase sempre in amicizia.
Esercita la professione medica in Puglia e acquista una notevole fama, essendo spesso chiamato a consulto dagli altri noti colleghi pugliesi quali Lanza, Trinchera, Raho, Morea, de Santis ecc. Durante il viaggio che fece nel gennaio 1859, il re Ferdinando II delle Due Sicilie accusò i sintomi della malattia che lo condusse in poco tempo alla morte. Trovandosi a Bari, fece chiamare i migliori medici della provincia e furono convocati, oltre Nicola Longo, anche Vincenzo Chiaia di Rutigliano e Enrico Ferrara di Bitonto.
Ferdinando II decise di farsi curare da Nicola Longo, il quale aveva notato un ascesso nella regione femorale inguinale pieno di pus. Dopo aver tentato inefficacemente una cura a base di risolventi al mercurio, propose un'operazione chirurgica. Ma la Regina, il Duca di Calabria e il medico di corte Ramaglia erano contrari e rimandavano di giorno in giorno l'operazione, oltretutto perché conoscevano la fama di liberale del Longo. Il Longo con schiettezza gli disse: “Maestà, la sventura vostra in questa contingenza è l'essere re. Se foste un infelice gettato in un ospedale a quest'ora sareste probabilmente guarito”, alludendo ai medici che precedentemente per non spaventarlo, non gli avevano prospettato la realtà del male. Ferdinando allora rispose: “Don Nicola, mo me trovo sotto; facite chello che vulite”.»
Nicola Longo insisteva fermamente nella necessità dell'operazione e chiese anche la collaborazione del chirurgo Vincenzo Modugno di Bitonto. Ma dopo aver titubato e rinviato l'operazione per un mese, Ferdinando II tornò a Caserta, ormai in condizioni gravissime e fu sottoposto dai cinque medici di corte alla stessa operazione che il Longo avrebbe voluto eseguire due mesi prima, ma ormai era troppo tardi. Ferdinando II morì il 22 maggio 1859. Per l'opera prestata, Nicola Longo si meritò la gratitudine di Ferdinando II che gli donò una tabacchiera d'oro cesellato con monogramma reale e corona borbonica in brillanti, custodito gelosamente ancora oggi dai suoi eredi.

### Fervente patriota
Nicola Longo era un fervente patriota e un carbonaro appartenente dal 1817 alla Vendita di Modugno chiamata “Santo Spirito”.
Partecipò ai moti risorgimentali del 1820 affluendo con gli altri carbonari modugnesi nella legione di Bari in qualità di tenente colonnello medico. La legione di Bari avrebbe dovuto aiutare il generale Guglielmo Pepe a resistere all'esercito austriaco venuto nel Sud Italia per reprimere il movimento che riuscì ad ottenere la costituzione. Tuttavia, l'impresa non riuscì nel suo intento e il governo borbonico, una volta ristabilito l'ordine, iniziò con le repressioni nei confronti di quanti si erano distinti nelle insurrezioni. Il Decurionato (equivalente dell'amministrazione comunale) di Modugno riuscì ad occultare i nomi di quanti avevano preso le armi contro gli austriaci.

### L'epidemia di colera
Durante la grave epidemia di colera del 1836, Nicola Longo fu nominato presidente del Consiglio Sanitario della provincia. Egli organizzò la lotta contro il temibile morbo e si recò personalmente nei luoghi, come Toritto e Barletta, dove l'epidemia era più pericolosa e molti malati erano senza assistenza medica. Il metodo di cura e prevenzione dal morbo da lui stabilito fu utilizzato in tutto il Regno delle Due Sicilie, anche nelle altre cinque pandemie che si susseguirono e che afflissero il Regno in tutto il XIX sec.
In diverse occasioni prestò la propria opera gratuitamente per curare i poveri.

### Partecipa alla cospirazione per l'unità d'Italia
Durante l'impresa di Giuseppe Garibaldi nel 1860 si costituì in ogni Comune una Giunta Insurrezionale di cui fece parte anche Nicola Longo. In questo movimentato periodo della storia italiana, Nicola Longo fece del Palazzo Valerio-Longo il luogo di incontro dei cospiratori della Provincia, nonostante nella vicinissima Bari fossero stanziate delle truppe borboniche.
Importanti risultano le lettere ritrovate che testimoniano la sua fama di liberale. In particolare due lettere inviate da Giuseppe Garibaldi a Nicola Longo. La prima in data 8 agosto 1860
contiene l'incitamento alla liberazione delle Province napoletane e l'altra in data giugno 1862 contiene l'incitamento alla liberazione delle province ancora schiave, Roma e Venezia.
Con la sconfitta dei Borboni e l'unità d'Italia i liberali iniziarono le loro vendette contro coloro i quali avevano sostenuto i vecchi monarchi, ma a Modugno non si registrano atti del genere anche grazie all'azione di Nicola Longo e del sacerdote Nicola Trentadue (anch'egli patriota). Nicola Longo fece parte del primo Consiglio Provinciale di Bari che si costituì dopo l'unità d'Italia. Nicola Longo, già insignito da Ferdinando II di Borbone del titolo di Cavaliere dell'Ordine Militare Costantiniano di San Giorgio durante il Regno delle Due Sicilie, fu altresì insignito da Vittorio Emanuele II a Cavaliere dell'Ordine della Corona d'Italia.